# Nativos do Alasca

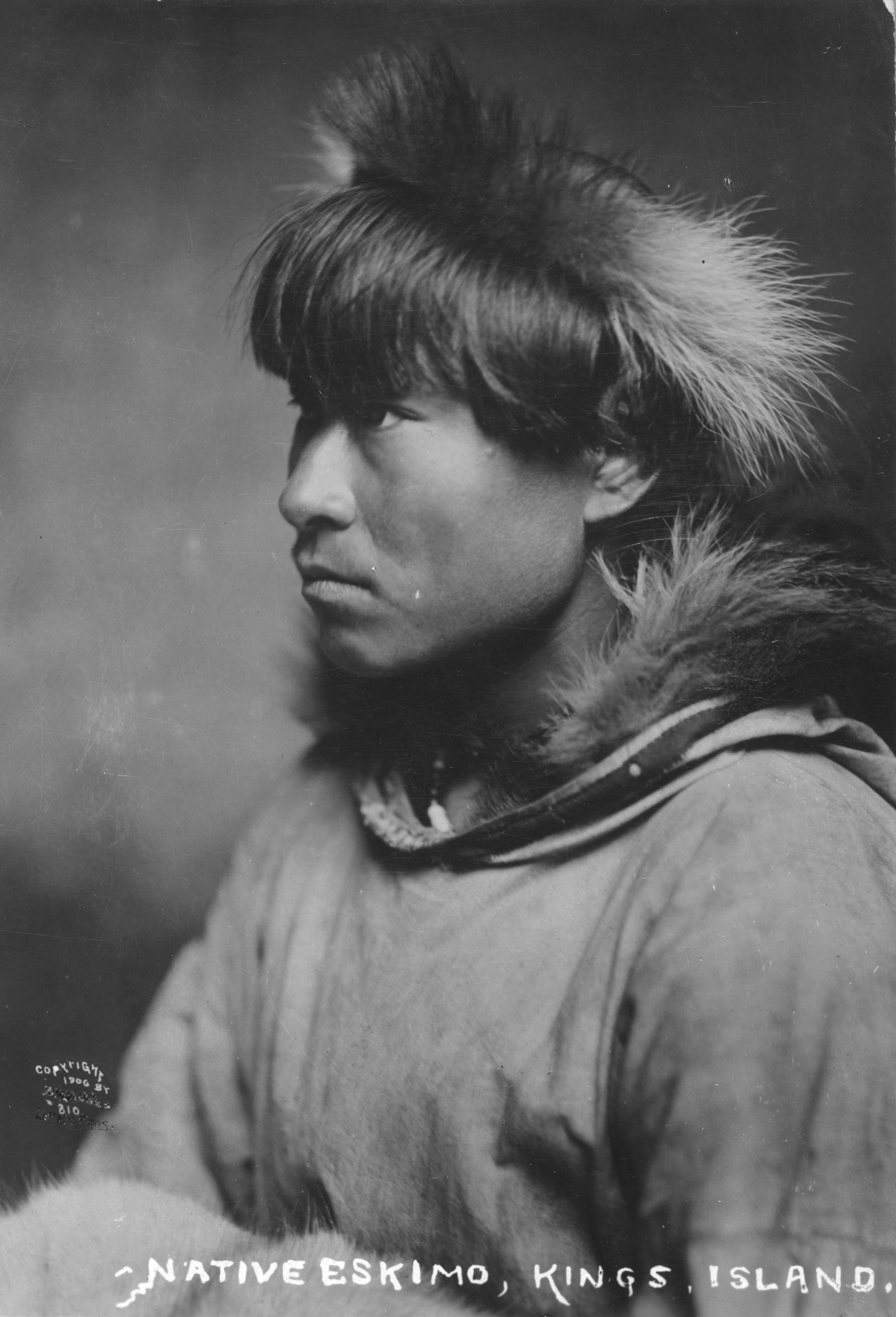
Homem inupiat.

Nativos do Alasca é uma denominação dada aos povos indígenas do Alasca. Incluem: Inupiat, Yupik, aleútes, Inuit, Tlingit, Haida, Tsimshian, Eyak e numerosas línguas atabascanas setentrionais.
Em 2006, segundo um censo, a população indígena do Alasca girava em torno de 106 660 pessoas.